# Довгалюк Захарій Іванович
Захарій Іванович Довгалюк (1900, с. Білозірка, нині Україна — 1976, м. Чортків, нині Україна) — український лікар-хірург, громадський діяч. Головний хірург Тернопільської області (1946—1948), головний лікар Чортківського району (1948—1968). Депутат трьох скликань Тернопільської обласної ради. Заслужений лікар УРСР.

## Життєпис
Захарій Довгалюк народився у 1900 році в селі Білозірці, Білозорецької волості, Кременецького повіту, Волинської губернії, Російської імперії
```
Кременецького повіту
, нині 
Лановецької громади
 
Кременецького району
 
Тернопільської области
 України.
```

Закінчив гімназію у м. Кременці (1917), Інститут охорони здоров'я у м. Києві (1925). Працював лікарем-хірургом у київській клініці професора О. П. Кримова (1925—1937), завідувачем хірургічного відділення у лікарні Олександрії (1937—1939), хірургом армійського шпиталю поблизу лінії фронту радянсько-фінської війни (1939—1940), завідувачем хірургічного відділення Запорізької обласної лікарні (1940—1941), начальником автохірургічного загону з початком Другої світової війни (м. Одеса), провідним хірургом армійського шпиталю (м. Сталіно, нині — Донецьк) та головного шпиталю Північного військово-морського флоту (Архангельськ), головним хірургом Тернопільської области (1946—1948, обласна лікарня тоді тимчасово містилася у Чорткові), головним лікарем Чортківського району (1948—1968).
Найтриваліший період професійної діяльності Захарія Івановича пов'язаний з Чортковом (1946—1972). У Чорткові ініціював створення школи медсестер (1946), обласної туберкульозної лікарні у Білобожниці (1948), будівництвом новою корпусу Чортківської ЦРЛ (1960—1962). У роки його керівництва Чортківська лікарня була опорною для півдня Тернопільщини. Вперше у Чорткові оперативні втручання почали виконуватися під загальною анестезією.
У перші роки праці в Чорткові він таємно лікував вояків УПА. А після війни і закриття монастирів УГКЦ Захарій Довгалюк прихистив у місті сестер василіянок і добився від виконкому міської ради виділити їм будинок.
Помер у 1976 році. Похований на старому міському цвинтарі при колишній вул. Міцкевича (нинішня вулиця Степана Бандери).